# Apple Newton

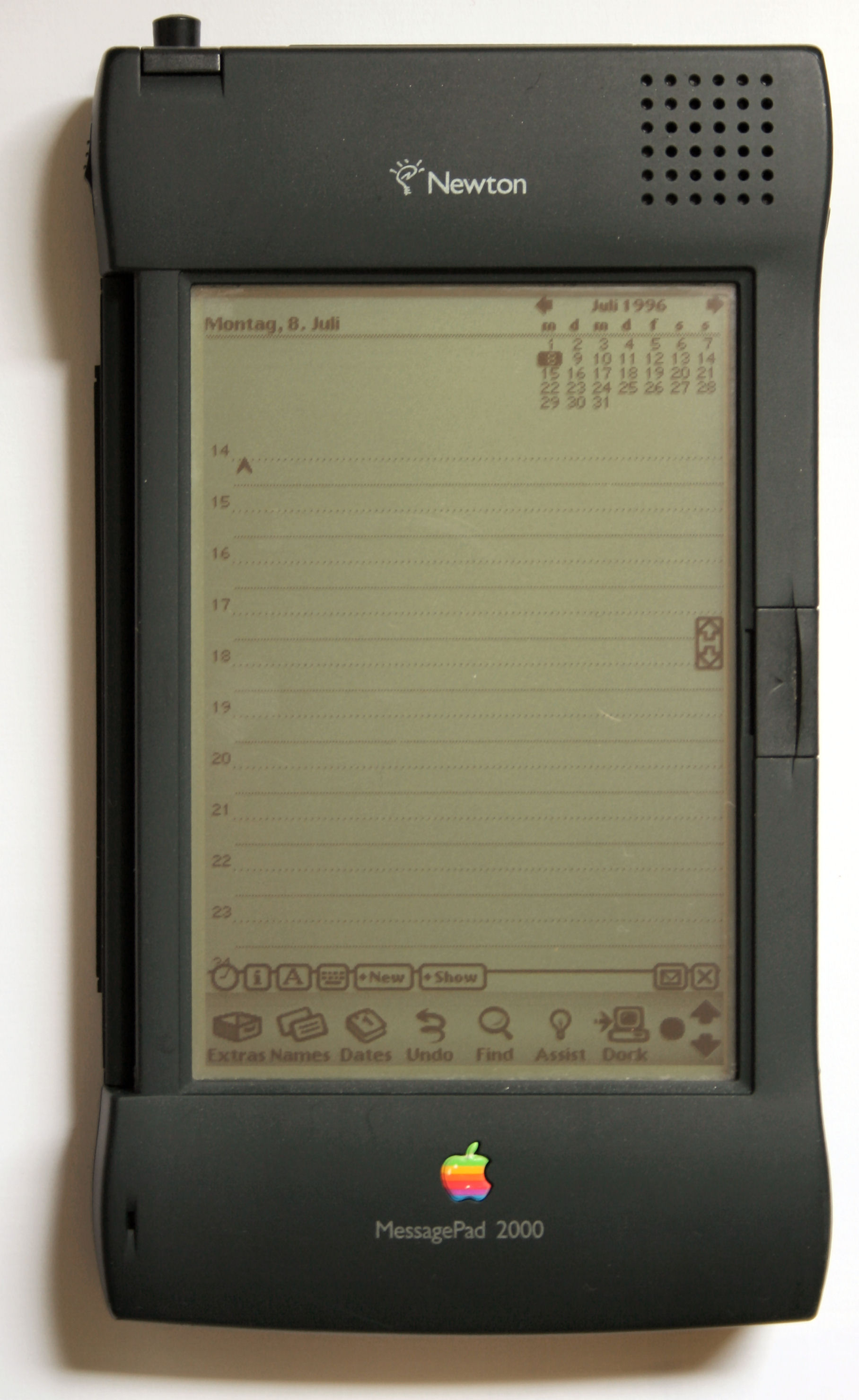
Newton MP2000

牛頓是由蘋果電腦公司開發與銷售的掌上電腦（個人數位助理，personal digital assistant；此名稱伴隨牛頓出現）系列產品。牛頓是市面上最初期的個人數位助理產品，也是最先配有手寫辨識系統的產品。蘋果公司於1987年開始開發此平台，並於1993年8月推出第一部產品，最後再1998年2月27日停產。牛頓系列產品（包括蘋果的MessagePad系列與eMate 300）使用專屬的Newton OS作業系統；也有其他公司推出使用Newton OS的設備。大多這類產品使用ARM 610 處理器。
蘋果所推出的Newton OS設備具有觸控螢幕、紅外線、手寫輸入。其電子設計與製造是在日本由夏普（Sharp）負責；夏普也曾推出過初期相容機種。而台灣的英業達集團曾經代工過MP130。蘋果公司對其的正式名稱為"MessagePad"，而"Newton"則是蘋果公司對其所使用之作業系統的稱呼（Newton OS）。不過Newton一詞廣為愛用，因而包括了機器本身與其軟體。有人說Newton一詞暗指Isaac Newton的蘋果。
牛頓的技術於推出時相當具有創新性，但其高昂售價與早期的手寫辨識問題使其銷量不佳，最後史帝夫·賈伯斯於1998年決定停止此平台的發展。

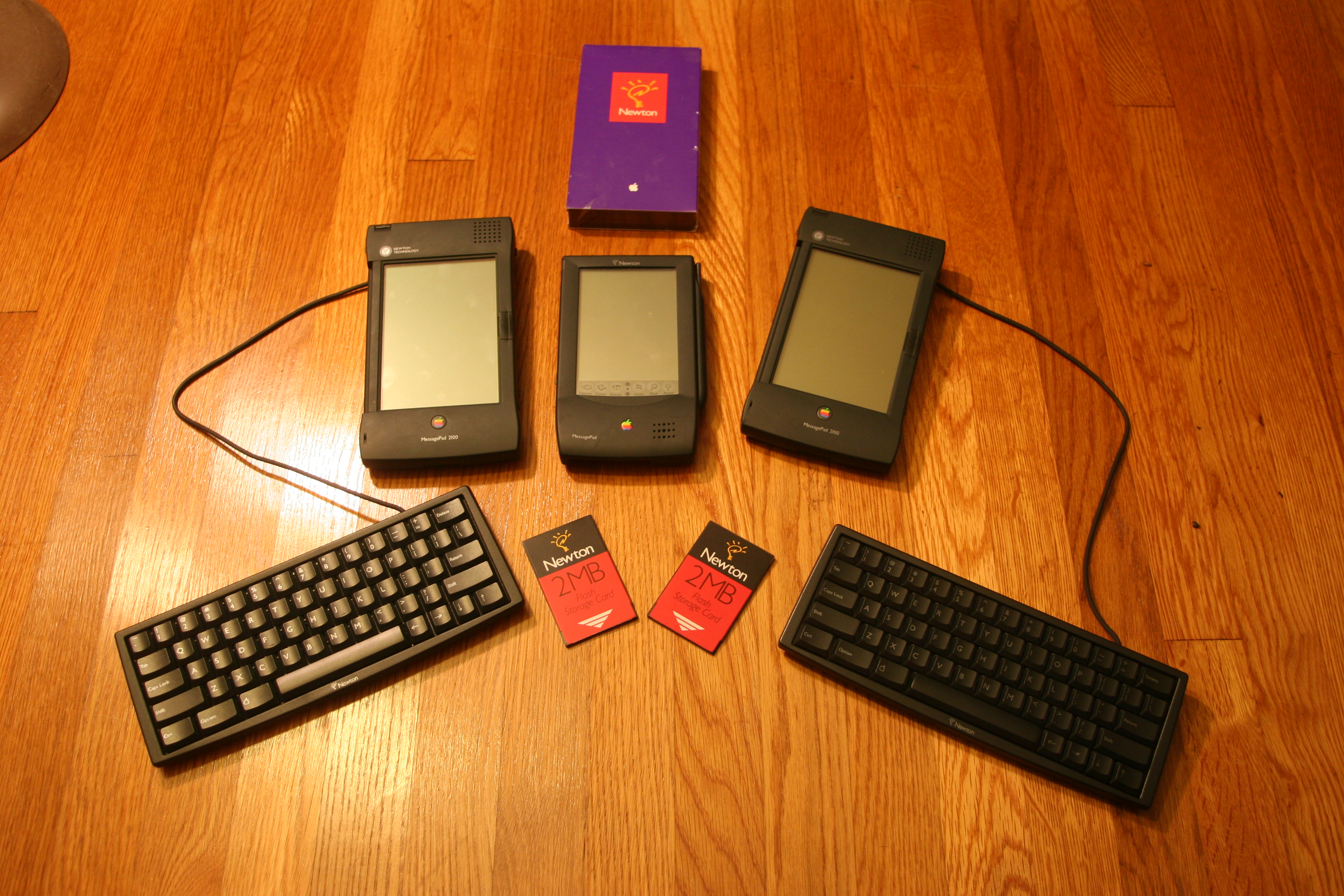
Three Newton MessagePad devices with keyboard and LinearFlash PCMCIA memory card accessories

## 開發經過
Newton計畫本來並不是要發展出PDA——PDA一詞是在Newton開發過程的相當晚期，才由當時的蘋果公司CEO——约翰·斯卡利（亦即該計畫的幕後推手）——所提出。Newton本來的目的是要完全改變個人電腦，就像現在的平板電腦（tablet PC）一樣。在開發過程中，Newton大都擁有一個大的平面螢幕，較大的內建記憶體，以及豐富的物件導向圖形核心。
在Newton開發的中期，計畫中的程式語言是Dylan——不過它從未完成到足以以其撰寫出程式來。Dylan是一個衍生自Lisp的，小而有效率的物件導向程式語言。不過雖然有效率，但其從未能達到開發者預期的表現，而對於Lisp不熟悉的程式撰寫人員而言也是一個負擔。其後繼者為NewtonScript，在當時也是相當先進的。它有"garbage collection"，與"soup"儲存機制以及使用者界面工具箱緊密結合，而且特別設計來在RAM不大而有相當大的ROM的環境中執行。
不過這個計畫顯然失去了其為個人電腦帶來革命，以及改寫當代的程式設計的目標。Newton計畫的遠大願景敗給了計畫縮水、眼光短淺，以及對於其可能與蘋果自身的麥金塔電腦競爭的恐懼。結果被重新開發為PDA，作為麥金塔的周邊，而不是成為可能與麥金塔競爭的獨立電腦。

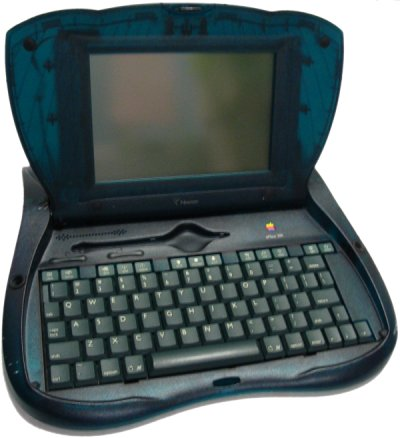
newton emate300

## 應用軟體
Newton預置了多種軟體輔助管理個人資料，例如Notes、Names、Dates，以及其他小工具，例如計算機、換算程式、時區地圖等等。後期的程式更加改善，也加了一些新程式進去，例如Works（文書處理）以及Newton Internet Enabler，並附贈一些協力廠商的程式（如QuickFigure Works試算表——這是Pelicanware之QuickFigure Pro的簡易版）、Pocket Quicken（個人理財管理）、NetHopper瀏覽器、EnRoute郵件程式。有很多種Newton應用程式都能輸入／輸出桌上型電腦的常用辦公室套裝軟體與個人資料管理軟體之常見檔案格式；這主要是利用蘋果公司附上的Newton Connection Utilities。

### Notes
此應用程式使用戶可以製作小型文件，其內容可為（點選或鍵盤）輸入的文字、手寫輸入的文字，以及隨意圖畫、圖形，以及"ink text"（將所寫英文字跡直接以適當大小嵌入文件中，而不即時加以辨識）。
在Newton OS的第二版中，Notes以及Names這兩個程式可以接受蘋果公司所謂"stationery"，由協力廠商製作的增效模組，以擴展其功能。
蘋果加入Newton OS 2.0中的Notes之新"stationery"之一，是一個階級性的、可縮放的，以圓點標示而多行的"Checklist"；這帶來了大綱軟體的功能。使用者可以用來組織想法、優先次序、列出待辦事項、計畫步驟以及次要事項等等。每一項目所包括的字數並無限制，且各個項目可以拖拉到另一個項目的底下，形成階級化的大綱。某項目被拖移時，其下各子項目也會跟著移動；點選母項目可以縮放子項目。

## 作業系統與程式發展環境
Newton OS由三個層級組成。最低層級有一個微核心處理諸如任務與記憶體等資源。在微核心之上是以C++語言撰寫的作業系統主體，包括通訊、手寫辨識、NewtonScript環境。最上層則是由NewtonScript寫成的內建與使用者安裝的程式。
NewtonScript為一種先進的物件導向式程式語言，由蘋果公司的員工Walter Smith發展。有些程式發展人員抱怨蘋果的Toolbox程式發展環境要價1000美元——後來它被開放為免費。另外一點就是程式發展人員需要學習一種新的撰寫程式方式。即便如此，Newton還是有許多協力廠商推出商品，還有很多共享軟體可用。

## 中文環境
在中文環境方面，一直要到Newton OS 1.3，才由台灣Mac圈程式設計先行者之一的MacBlue推出中文套件，後來得到光捷科技的贊助，終於成功完成中文化的MessagePad 130。
在Newton OS 2.0方面，則由李英聯推出Lily Language Kit，包括好幾個補完程式；界面顯示、搜尋功能、與桌上型電腦連接時的轉碼功能（Newton OS使用Unicode）等等，還有一個輸入盤，此輸入盤是一虛擬鍵盤，但也可變更為手寫區。後來更推出無蝦米輸入法，配合此輸入盤的手寫功能，可以在此寫入無蝦米碼，轉換為中文字，也算是另一種手寫中文輸入。
可惜的是，由於當年光捷推出隨意筆時並未購得原始碼，而且原公司也不懂Newton Script，加以蘋果本身也未以神筆天韻（蘋果自身的手寫與語音中文輸入系統）為基礎改寫出Newton可用的中文輸入法，所以Newton OS上是無法直接手寫輸入中文的。

## 型號列表
- Newton 100
- Newton 110
- Newton 120
- Newton 130
- Newton 2000
- Newton 2100
- eMate 300